# 阿部行蔵
阿部 行蔵（あべ こうぞう、1907年2月25日 - 1981年4月28日）は、日本の歴史学者（近代思想史、歴史理論）、旧・東京都立大学（現首都大学東京を経て東京都立大学）教授、牧師。平和運動家。政治家、第10代東京都立川市長。

## 来歴・人物
広島県広島市出身。最初、川端画学校の藤島武二に師事したが1928年、賀川豊彦の集会に出席して神学を学ぶことを決意する。神田の中央バプテスト教会(三崎町教会)で中島力三郎からバプテスマ（洗礼）を受ける。
関東学院に入学、神学部に学ぶ。キリスト者学生運動に参加の後、日本戦闘的無神論者同盟に加盟。1933年治安維持法違反容疑で検挙され執行猶予。1937年同志社大学文学部神学科を卒業すると姫路バプテスト教会に赴任する。1940年にカリフォルニア大学のバークレー・バプテスト神学校で学び修了する。戦争により1942年帰国し、東京四谷教会の牧師を勤めていたが、空襲で会堂が焼失し、会員は四散した。その後、阿佐ヶ谷で牧師をするが、召集された。
終戦後、復員し平和と社会のために尽くすことを決意し、1949年より東京都立大学 (1949-2011)創立時より、人文学部教授として教壇に立ち、社会思想史を講じた。
1952年第1回アジア太平洋地域会議のために、日本平和連絡会を結成する。また、中国残留日本人の帰国事業にかかわるが、1953年5月には舞鶴の帰国者大会で不法監禁容疑で逮捕起訴され、四谷教会を辞任する。1964年、最高裁は舞鶴事件で有罪の決定をくだし、阿部は都立大学の職をうしない、1967年4月1日復職した。
その後、進歩的キリスト者として憲法改悪阻止各界連絡会議（憲法会議）幹事長、日本平和委員会会長などを務めた。
1971年、社共両党の統一候補として立川市長選に出馬し当選。当時の立川は立川基地の返還が具体的に日程に上がって来た時期でもあり、自衛隊の移駐も絡んで市議会が混乱した。阿部は革新市長として自衛隊移駐反対を打ち出し同市内へ移駐してきた自衛官の住民登録拒否という人権侵害事件を起こし大きな事件となった（立川市長による自衛隊員住民登録拒否事件）。
一方で在任中、立川駅南口都市改造計画調査委員会や砂川地区開発協議会を発足させるなど、地域開発計画に実績を残した。また高齢者福祉就労事業を発足させるなど福祉政策にも積極的に取り組んだ。

## 著書・訳書

### 単著
- 『アメリカ精神の形成』1947年。
- 『若き内村鑑三』1949年。
- 『愛は怒りをこめて』1951年。
- 『現代の思想―問題と批判』1956年。

### 共著
- 『牧師とマルキストの対話』1950年、佐木秋夫共著。
- 『全学連―怒る若者』1960年、細野武男共著。

### 訳書
- マックス・ウェーバー『プロテスタンティズムの倫理と資本主義の精神』1955年。
- リチャード・ヘンリー・トーニー『キリスト教と資本主義の興隆―その史的研究』1963年。
- アーノルド・J・トインビー『歴史の研究―縮刷版』1956年。蠟山政道・長谷川松治共訳
- マックス・ウェーバー『世界の大思想〈第23巻〉政治・社会論集』1965年。
- マックス・ウェーバー『政治・社会論集』1988年。